# Euthalia agniformis
Euthalia agniformis är en fjärilsart som beskrevs av Hans Fruhstorfer 1906. Euthalia agniformis ingår i släktet Euthalia och familjen praktfjärilar. Inga underarter finns listade i Catalogue of Life.